# Juan Luis Trillo de Leyva
Juan Luis Trillo de Leyva (Sevilla, 1945-Sevilla, 25 de noviembre de 2022) fue un arquitecto español, profesor de Proyectos de la Escuela Técnica Superior de Arquitectura de Sevilla, fundador de la revista de Arquitectura Periferia y catedrático de la Universidad de Sevilla.
Entre sus obras más notables destacan el edificio de viviendas Los Químicos, Edificio de viviendas en calle Amor, Rehabilitación del Convento de San Agustín en Jerez de la Frontera, (Cádiz) como edificio administrativo municipal 

## Libros Publicados
- Notas Indias. Seminario de Chandigarh. Sevilla,. Grupo de Investigación "Educación Infantil y Formación de Educadores"". 2002. ISBN 84-607-6626-8[5]
- Universidad y Ciudad. Sevilla,. Secretariado de Publicaciones de la Universidad de Sevilla/ Escuela Técnica Superior de Arquitectura. 2002. ISBN 84-472-0746-3 (En colaboración con :Zacarías de Jorge Crespo, Miguel González Vilchez, Antonio Martínez García, María del Carmen Martínez Quesada, Francisco Javier Montero Fernández, Mabel Regidor Jiménez y Javier Tejido Jiménez)[6]
- Argumentos Sobre la Contigüidad en Arquitectura. Sevilla. Universidad de Sevilla. 2001. 149. ISBN 84-472-0679-3[7][8][9]
- Aula Taller B. Cursos 95/96 y 96/97. Sevilla,. Universidad de Sevilla. 2001. ISBN 84-600-9643-2 v (En colaboración con Francisco Javier Montero Fernández, Mabel Regidor Jiménez, Javier Tejido Jiménez, Alfonso del Pozo Barajas, Rafael Vioque Cubero).
- Architectura Guide. Madrid. Tanais Arquitectura. 2000. ISBN 84-496-0083-9 (en colaboración con Manuel Trillo de Leyva y Antonio Martínez García)
- Architecture Guide: Spain 1920-2000. Madrid. Tanais Arquitectura. 2000. ISBN 84-496-0027-8 (en colaboración con Manuel Trillo de Leyva)
- Guía de la Arquitectura del Siglo XX: España. Milán. Electa. 2000. ISBN 84-8156-165-7 (en colaboración con Manuel Trillo de Leyva)
- Taller 9-11. Curso 94-95. Sevilla. Departamento de Proyectos Arquitectónicos. 2000. ISBN 84-699-3924-6 (en colaboración con Mabel Regidor Jiménez, Javier Tejido Jiménez y Rafael Vioque Cubero).
- Taller Nueve. Sevilla. Departamento de Proyectos Arquitectónicos. 2000. ISBN 84-600-9626-2 (en colaboración con Mabel Regidor Jiménez y Javier Tejido Jiménez).
- Elementos de Composición. Aula-Taller B. 97/98. Sevilla. Universidad de Sevilla. 1999. ISBN 84-600-9520-7 (En colaboración con Francisco Javier Montero Fernández)[10]
- "Como Se Hace un Proyecto Fin de Carrera". Granada. Universidad de Granada. 1998
- La Palabra y el Dibujo. Cádiz. Colegio Oficial de Arquitectos de Aragón. 1998
- Tempus. Río y Vacíos Urbanos. Sevilla. Departamento de Proyectos Arquitectónicos. 1997
- Razones poéticas en arquitectura: notas sobre la enseñanza de proyectos, Sevilla, Departamento de Proyectos Arquitectónicos, ETSA, D.L. 1993, ISBN 84-600-8435-3[11]
- Sevilla: la fragmentación de la manzana, Sevilla : Consejería de Obras Públicas y Transportes, D.L. 1992, ISBN 84-7405-827-9[12]